# Ottavio Prosciutti
Ottavio Prosciutti (Piegaro, 2 maggio 1908 – Perugia, 13 marzo 1982) è stato un filologo classico italiano, dal 1980 rettore dell'Università per Stranieri di Perugia.

## Biografia
Nativo di Piegaro, si laureò in lettere classiche all’Università La Sapienza di Roma, dedicandosi all’insegnamento del latino, del greco e della lingua italiana.
Già insegnante al liceo classico “Annibale Mariotti” di Perugia, nel 1947 aveva iniziato la sua docenza all’Università per Stranieri di Perugia. Insieme ad Aldo Capitini fu militante antifascista, incarcerato dal regime e, una volta finita la guerra, fu il primo sindaco di Piegaro dopo la Liberazione.
Trasferitosi a Perugia, venne eletto vicesindaco e assessore alle finanze del Comune di Perugia (1946-1952), nelle file del Partito Comunista Italiano.
Dopo i giovanili impegni politici dedicò esclusivamente all’attività didattica ed a quella di studioso della cultura greca, latina, bizantina, sollecitato in questo anche da un noto intellettuale come Elio Vittorini, conosciuto durante il suo breve soggiorno perugino.
Pro-Rettore già dal 1947, conserverà la carica insieme a quella di Direttore dei Corsi fino al 1976.
Nel 1980 venne nominato Rettore, affrontando con decisione questa vera e propria emergenza legata al consistente afflusso, abbastanza rapido, di nuovi studenti stranieri che comporta, oltre ai problemi didattici e organizzativi, anche quelli legati alla sicurezza e all’ordine pubblico.
Morì quasi improvvisamente, a seguito di un male incurabile, nel marzo 1982, appena due anni dopo la sua elezione. Il senatore comunista Raffaele Rossi tenne qualche tempo dopo la commemorazione ufficiale nell’Aula Magna dell’Università per Stranieri.
Nei primi anni Duemila gli venne dedicata una struttura attualmente in uso per i corsi di lingua nel campus dell’Università per Stranieri di Perugia, in via Carlo Manuali.

## Principali pubblicazioni
- Procopio di Cesarea; Ottavio Prosciutti (a cura di), La Storia arcana, Perugia, Edizioni Grafica, 1977
- Pagine di scrittori italiani: ad uso degli studenti stranieri, Perugia, Grafica, 1974
- Lineamenti di letteratura italiana: ad uso degli studenti stranieri, Perugia, Grafica, 1971
- Pagine di scrittori italiani: ad uso degli studenti stranieri, Perugia, Grafica, stampa 1970
- Antologia di letteratura italiana per stranieri: a cura e sotto gli auspici della Università italiana per stranieri di Perugia, Milano-Verona, A. Mondadori, 1952